# Cassine lyciodes
Cassine lyciodes là một loài thực vật có hoa trong họ Dây gối. Loài này được (Baker) Kuntze mô tả khoa học đầu tiên năm 1891.